# Rosetown-Delisle (circonscription saskatchewanaise)
Pour les articles homonymes, voir Rosetown et Delisle.
Circonscription électorale provinciale du Canada
Rosetown-Delisle (auparavant Rosetown-Elrose (1975-1995 et 2003-2024)) est une circonscription électorale provinciale de la Saskatchewan au Canada. Elle est représentée à l'Assemblée législative de la Saskatchewan de 1975 à 1995 et depuis 2003.

## Géographie
En 2024, la circonscription comprend :
- Les communautés de Rosetown, Delisle, Zealandia, Lucky Lake, Asquith, Hitchcock Bay (en), Beechy, Coteau Beach (en), Elrose, Wiseton (en), Dinsmore, Macrorie (en), Conquest (en), Milden (en), Sovereign (en), Harris (en), Valley Centre (en), Tessier (en), Swanson (en), Donavon (en), Vanscoy (en), Kinley (en), Riverside Estates (en), Cedar Villa Estates (en), Grandora (en), Langham et Sonningdale (en).
- Les municipalités rurales de Canaan No 225 (en), Victory No 226 (en), Coteau No 255 (en), King George No 256 (en), Monet No 257 (en), Victory No 226 (en), Fertile Valley No 285 (en), Milden No 286 (en), St. Andrews No 287 (en), Montrose No 315 (en), Harris No 316 (en), Marriott No 317 (en), Vanscoy No 345 (en), Perdue No 346 (en), Corman Park No 344 (en) et Eagle Creek No 376 (en).
- Le parc provincial de Danielson (partie).

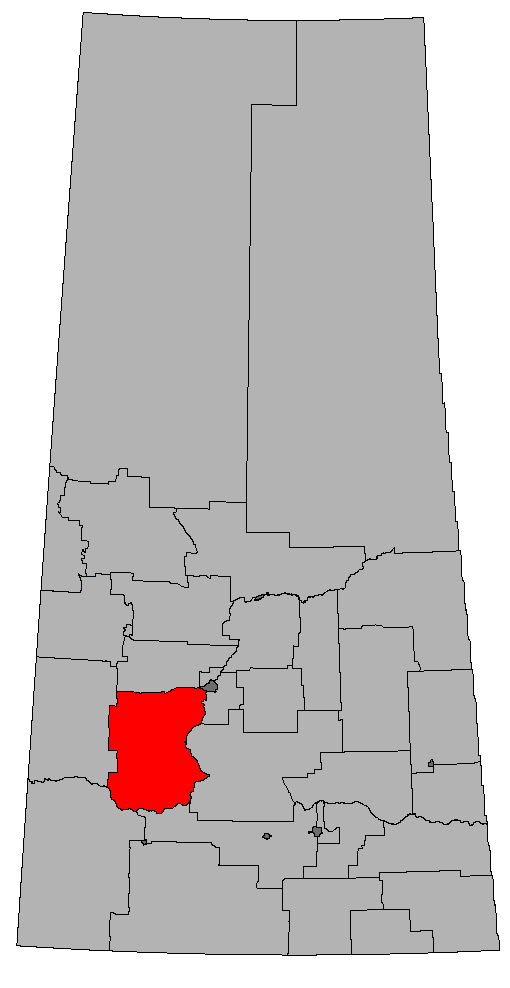
Frontière de la circonscription en 2016.
Frontière de la circonscription en 2022.

## Liste des députés
| Parlement                                      | Années                                      | Député                                      | Député                                      | Parti                                       |
| Rosetown-Elrose                                | Rosetown-Elrose                             | Rosetown-Elrose                             | Rosetown-Elrose                             | Rosetown-Elrose                             |
| Circonscription issue de Rosetown et Elrose    | Circonscription issue de Rosetown et Elrose | Circonscription issue de Rosetown et Elrose | Circonscription issue de Rosetown et Elrose | Circonscription issue de Rosetown et Elrose |
| ---------------------------------------------- | ------------------------------------------- | ------------------------------------------- | ------------------------------------------- | ------------------------------------------- |
| 18e                                            | 1975–1978                                   |                                             | Roy Bailey (en)                             | Progressiste-conservateur                   |
| 19e                                            | 1978–1982                                   |                                             | Herbert Swan (en)                           | Progressiste-conservateur                   |
| 20e                                            | 1982–1986                                   |                                             | Herbert Swan (en)                           | Progressiste-conservateur                   |
| 21e                                            | 1986–1991                                   |                                             | Herbert Swan (en)                           | Progressiste-conservateur                   |
| 22e                                            | 1991–1995                                   |                                             | Berny Wiens                                 | Néo-démocrate                               |
| Circonscription de Rosetown-Biggar (1995-2003) |                                             |                                             |                                             |                                             |
| 25e                                            | 2003–2007                                   |                                             | Elwin Hermanson                             | Saskatchewanais                             |
| 26e                                            | 2007–2011                                   |                                             | Jim Reiter                                  | Saskatchewanais                             |
| 27e                                            | 2011–2016                                   |                                             | Jim Reiter                                  | Saskatchewanais                             |
| 28e                                            | 2016–2020                                   |                                             | Jim Reiter                                  | Saskatchewanais                             |
| 29e                                            | 2020–2024                                   |                                             | Jim Reiter                                  | Saskatchewanais                             |
| Rosetown-Delisle                               |                                             |                                             |                                             |                                             |
| 30e                                            | 2024–en cours                               |                                             | Jim Reiter                                  | Saskatchewanais                             |

## Résultats électoraux
Rosetown-Delisle (depuis 2024)

Rosetown-Elrose (2003-2024)

Rosetown-Elrose (1975-1995)